# Rhode baborensis
Rhode baborensis là một loài nhện trong họ Dysderidae.
Loài này thuộc chi Rhode. Rhode baborensis được miêu tả năm 1996 bởi Beladjal & Robert Bosmans.